# Smagne
La Smagne est une rivière française qui coule dans le département de la Vendée. C'est un affluent du Lay en rive gauche.

## Géographie
La Smagne naît sur le territoire de la commune de Bourneau, à l'ouest de la forêt domaniale de Mervent-Vouvant, et prend d'emblée la direction de l'ouest, direction qu'elle maintiendra en règle générale et malgré de nombreux méandres jusqu'à la fin de son parcours. 
De 50,3 km de longueur, ce dernier se déroule entièrement dans le département de la Vendée. 
Elle se jette dans le Lay (rive gauche) à Dissais, un peu en amont de Mareuil-sur-Lay.

### Communes traversée
- Saint-Cyr-des-Gâts
- Thiré
- Sainte-Hermine
- Bessay
- Mareuil-sur-Lay-Dissais

### Bassin versant
La Smagne traverse les trois hydrographiques N320, N321, N322 pour 212 km2 de superficie. Ce bassin versant est constitué à 85,88 % de « territoires agricoles », à 10,23 % de « forêts et milieux semi-naturels », à 3,99 % de « territoires artificialisés ».

## Hydrologie
La Smagne a été observé à la station de Sainte-Pexine